# Spinadesha sinica
Spinadesha sinica är en stekelart som beskrevs av Wang, Chen och He 2006. Spinadesha sinica ingår i släktet Spinadesha och familjen bracksteklar. Inga underarter finns listade i Catalogue of Life.